# Deserted at the Altar
Deserted at the Altar er en amerikansk stumfilm fra 1922 instrueret af William K. Howard.

## Medvirkende
- Bessie Love som Anna Moore
- Frankie Lee som Tommy Moore
- William Scott som Bob Crandall
- Wade Boteler som John Simpson
- Tully Marshall som Squire Simpson
- Barbara Tennant som Nell Reed
- Eulalie Jensen